# Duwamišové

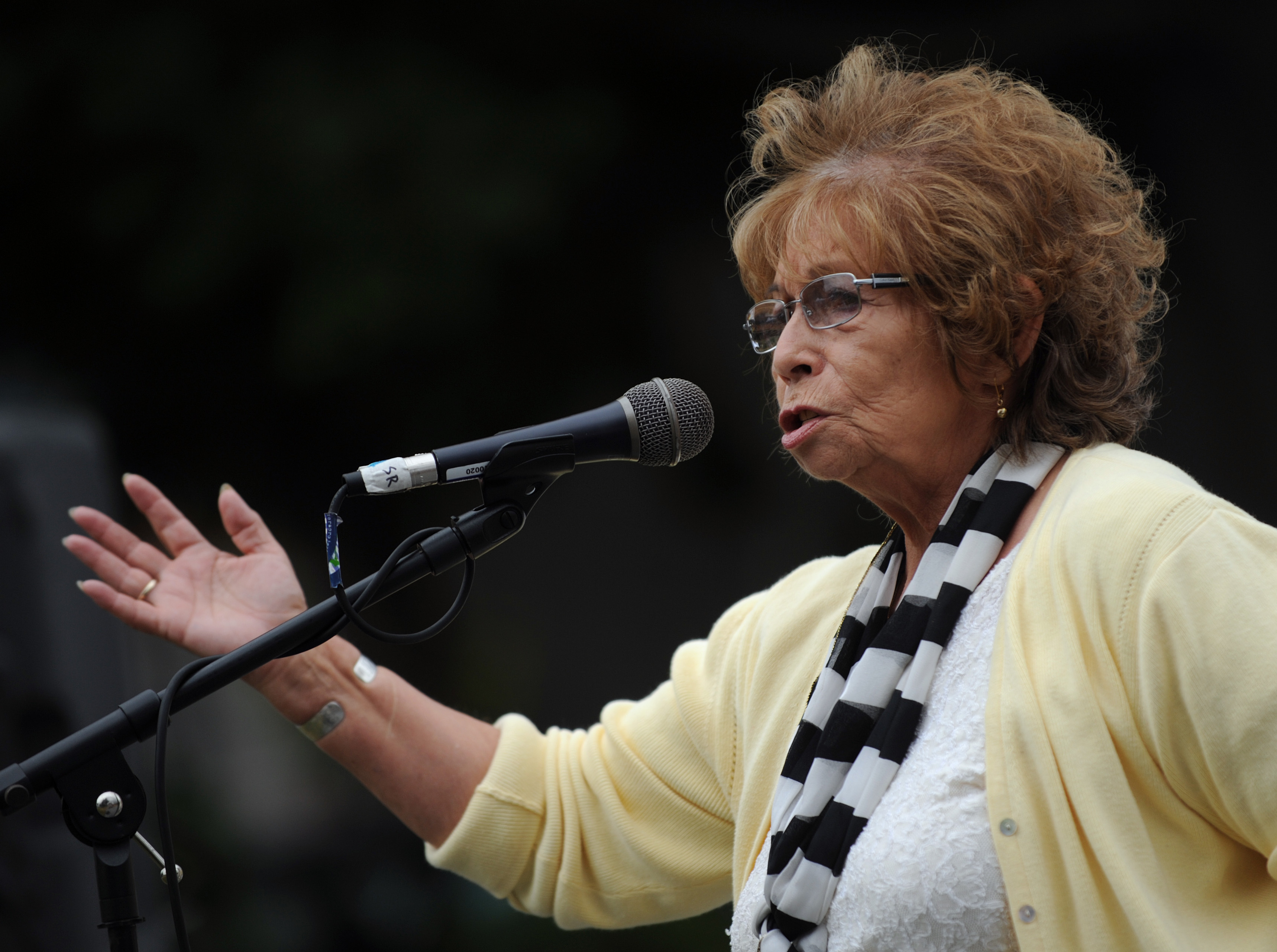
Cecile A. Hansenová, náčelnice kmene Duwamišů (rok 2009)

Duwamišové jsou lašútšídský kmen původních obyvatel na západě amerického státu Washington a domorodí lidé obývající metropolitní oblast Seattlu, kde žijí od poslední doby ledové. Před prvním kontaktem s bělochy se kmen dělil na dvě skupiny – Lidé vnitřku obývající okolí Elliottova zálivu a Lidé velkého jezera, kterým bylo Washingtonovo jezero. Jejich historickým jazykem je lašútšídština, která patří do skupiny Sališských jazyků. Sousední kmeny na pobřeží Pugetova zálivu jsou propojené, ale odlišné.
Současný kmen se začal rozvíjet v době Point Elliottské dohody a po jejím vydání, v padesátých letech devatenáctého století. Přestože není oficiálně uznáván federální vládou, zůstává organizovaným a v roce 2004 čítal na 500 členů. V roce 2009 bylo otevřeno jejich nové kulturní centrum, které leží na jejich staronové půdě v západním Seattlu, nedaleko ústí řeky Duwamish.

### Dokumentární snímky
- Chief Seattle. 2006. DVD. Režie B. J. Bullert. Seattle: Seattle Films.
- Princess Angeline. 2010. DVD. Režie Yasu Osawa. Seattle: Upstream Productions.
- Promised Land. 2018. DVD. Režie Vasant Salcedo a Sarah Salcedo. Seattle: Tall Firs Cinema.